# Kanggardo Rizê
Kanggardo Rizê eller Kangdu är ett berg i Indien, på gränsen till Kina. Det ligger i den nordöstra delen av landet. Toppen på Kanggardo Rizê är 7 060 meter över havet.
Kanggardo Rizê är den högsta punkten i trakten. Trakten runt Kanggardo Rizê är permanent täckt av is och snö.